# Силикоза
Силикозата е професионално заболяване. То се причинява от вдишване на прах от кварц (свободен силициев диоксид) и отлагането му в белите дробове. Това е един от видовете пневмокониоза, неизлечимо и необратимо заболяване.

## Етиология
Силикозата се среща у миньори, грънчари, шлифовчици, каменоделци, стъклари, тунелджии. Болестта се развива постепенно в продължение на 5-8-10 години, даже и след като заболелият е отстранен от увреждащата професионална среда. В хода на заболяването в белодробната тъкан се образуват малки възелчета или по-големи туморовидни възли. Това определя и двете основни форми на силикозата – възловидна и туморовидна. И при двете форми в белите дробове прогресивно се разраства съединителната тъкан, която обхваща все по-големи участъци. В резултат на това настъпва дихателна недостатъчност.

## Симптоми
В началото болните нямат съществени оплаквания. С напредване на болестта се появяват кашлица с оскъдни жилави белезникави храчки, нерядко кръвохрак, задух при усилие и в покой. Постепенно задухът се усилва, появяват се болки и бодежи в гръдния кош. У повечето болни в късните стадии на болестта се появяват усложнения (туберкулоза, белодробно сърце, дихателна и сърдечна недостатъчност с прогресиращ ход).